# Huuhinlampi
Huuhinlampi är en sjö i kommunen Heinävesi i landskapet Södra Savolax i Finland. Arean är 33 hektar och strandlinjen är 3,09 kilometer lång.  Den  ingår i Vuoksens huvudavrinningsområde.  Sjön ligger omkring 120 kilometer nordöst om S:t Michel och omkring 330 kilometer nordöst om Helsingfors. 